# Трагедија у три чина
Трагедија у три чина је детективски роман британске списатељице Агате Кристи први пут објављен у Сједињеним Америчким Државама од стране издавачке куће "Dodd, Mead and Company" 1934. године под називом Убиство у три чина док је у Великој Британији књигу објавила издавачка кућа "Collins Crime Klub" јануара 1935. године по изворним називом Кристијеве. Америчко издање продавало се по цени од 2 долара, а британско по цени од седам шилинга и шест пенија.
У књизи се појављује Херкул Поаро коме помаже пријатељ господин Сатервејт, а ово је једина књига у којој Сатервејт сарађује са Поароом. Сатервејт се раније појављивао у причама са Харлијем Квином, поготово у збирци прича Тајанствени господин Квин (1930). Роман је два пута екранизован, први пут 1986. године као филм Убиство у три чина, а други као епизода "Трагедија у три чина" серије Поаро 2010. године.

## Радња
Чувени глумац сер Чарлс Картврајт приређује вечеру у свом дому у Корнволу. Његови гости су Херкул Поаро, психијатар др. Бартоломеју Стренџ, Хермион "Ег" Литон Гор и њена мајка, капетан Дејкрес и његова супруга Синтија, драматуршкиња Мјуриел Вилс, Егин пријатељ Оливер Мендерс, господин сатервејт и пречасни Бабингтон и његова попадија. Када је Бабингтон изненада умро пошто је испио један од послужених коктела, Картврајт верује да је то било убиство иако Стренџ није нашао отров у чаши. Нешто касније, Поаро је у Монте Карлу где је од Сатервејта и Картврајта чуо вести да је Стренџ умро од тровања никотином након што је попио чашу портског вина иако у њој нема трагова отрова. Уз изузетак тројице мушкараца, Стренџови гости били су исти они који су били на Картврајтовом пријему. И Сатервејт и Картврајт се врећеју у Енглеску да истраже убиства и сазнају да се Стренџ пре пријема отпустио свог старог батлера и да се чудно понашао као да је нешто очекивао. Као привремену замену за батлера, он је ангажовао извесног Елиса који је касније нестао, а Сатервејт и Картврајт су у његовој соби пронашли написана уцељивачка писма. Бабингтоново тело убрзо је ископано па је доказано да је и он умро од тровања никотином.
Картврајт, Стервејт и Ег су се уортачили у истрази смрти, а придружио им се и Поаро као саветник. Сваки гост има могућу побуду или сумњиве околности око Стренџове смрти, али нема везе са Бабингтоном. Док су разговарали са Вилсовом, она се сетила да је приметила да је Мендерсу био испао чланак из новина о никотину и да је Елис на једној шаци имао белег. Она је касније нестала. Поаро је приредио пријем на ком је показао како је убица заменио чашу са отровом док је пажња свих била уемсрена на жртву. Потом је добио телеграм од госпође де Рашбриџер, болеснице у болници у Јоркширу која је тамо примљена на дан када је Стренџ умро. Поаро и Сатервејт иду да је упознају, али откривају да је она убијена. Када је открила да је Картврајт био батлер, госпођица Милреј журно креће за Корнвол, а Поаро је прати да би открио зашто.
По повратку, Поаро окупља Картврајта, Сатервејта и Ег и на крају проглашава Картврајта убицом. Картврајт је желео да се ожени Ег, али је већ био ожењен, а жена му је у лудници. Пошто по бротанском закону он није могао да се разведе од ње, он је одлучио да сакрије ово убиством др. Стренџа, свог најстаријег пријатеља и јединог који је знао за брак. После пријема, Картврајт је убедио Стренџа да му дозволи да преузме улогу батлера као шалу, а затим га је отровао током његовог пријема и подметнуо исечени чланак из новина о никотину Мендерсу пошто га је на праверу довео у Стренџов дом. Картврајт је кривотровио Елисова уцењивачка писма, а затим је дан касније отпутовао у Монте Карло да утврди своје покриће. Прво убиство је била генерална проба за друго како би проверио да ли може да замени чашу непримећен. Једини сигурни гости били су Картврајт, Стренџ који не воли коктеле и Ег којој је Картврајт дао пиће. Госпођу де Рашбриџер је Картврајт искористио као лажан траг да одврати пажњу од Стренџовог понашања према "Елису", а он ју је убио да би одвратио сумњу и спречио да она открије да не зна ништа о убиству.
Поаро открива да је никотин дошао из средства за прскање ружа који је Картврајт дестиловао у једном старом торњу у близини своје резиденције у Корнволу. Опрему је Поаро пронашао када је госпођица Милреј отишла да је уништи. Његове сумње о Картврајту биле су засноване на неколико чињеница. Картрајт је највероватније отровао коктел, његова пасош показује да се вратио у Енглеску да би играо Елиса, поступци госпођице Милреј били су мотивисани тајном љубављу према свом послодавцу, госпођица Вилс је приметила сличност Картврајта са Елисом, а Поаро је одлучио да је заштити, а телеграм наводно од де Рашбриџерове био је упућен Поароу иако она није знала ништа о његовој умешаности. Картврајт покушава да побегне, али је Поаро рекао да ће "сам изабрати свој пут"  јавним суђењем или самоубиством. Мендерс је одвео потресену Ег јер је са њом био у вези пре него што се Картврајт појавио. После тога је Сатервејт приметио како је он могао да попије отровани коктел на шта му је Поаро напоменуо да је постојала још једна могућност: "Могао сам да га попијем ја".

## Ликови
- Херкул Поаро - познати белгијски детектив. Пријатељ сер Чарлса Картврајта, укључен у истрагу случаја након убиства др. Стренџа.
- Сер Чарлс Картврајт - убице. Познати глумац и Поароов помоћник у истрагама. Његова улога има сличне особине са улогом др. Шепарда у орману Убиство Роџера Акројда.
- Господин Сатервејт - друштвен и пажљив човек. Помаже у почетној истрази случаја у Поароово име.
- Пречасни Бабингтон - прва жртва случаја. Месни свештеник у Корнволу убијен током коктела који је организовао сер Чарлс. Првобитно се веровало да је умро природном смрћу.
- Др. Бартоломеју Стренџ - друга жртва случаја. Специјалиста за живце и дугогодишњи пријатељ сер Чарлса и управник психијатријске болнице у близини своје куће у Јоркширу.
- Госпођа др Рашбриџер - трећа жртва случаја. Болесница у Стренџовој психијатријској болници. Примљена је недавно на дан када је др. Џтренс убијен.
- Хермион Литон Гор - Привлачна, млада и слободна девојка позната под надимком "Ег". У њу је заљубљен сер Чарлс и један од његових гостију на коктелу.
- Леди Мери Литон Гор - Хермионина мајка и гошћа на коктелу сер Чарлса. Она тражи одговарајућег мужа својој ћерки, а тренутно се суочава са тешким финансијским околностима.
- Капетан Дејкрес - коцкар и гост на коктелу сер Чарлса.
- Синтија Дејкрес - супруга капетана Дејкреса. Успешна кројачица и гошћа на коктелу сер Чарлса.
- Анђела Сатклиф - позната глумица и гошћа на коктелу сер Чарлса.
- Госпођа Бабингтон - супруга пречасног Бабингтона и месна кустоскиња његове цркве. Једна од гостију на коктелу сер Чарлса.
- Мјуриел Вилс - драматургиња позната под псеудонимом Ентони Астор. Једна од гостију на коктелу сер Чарлса.
- Оливер Мендерс - млади механичар који је заљубљен у Хермион. Један од гостију на коктелу сер Чарлса.
- Госпођице Милреј - дугогодишња служавка сер Чарлса. Она је тајно заљубљена у њега.
- Елис - тајанствени нови слуга у дому др. Стренџа. Нестао убрзо након смрти свог послодавца. Касније је откривено да је то био прерушени Картврајт.

## Књижевни значај и пријем
Часопис Књижевни додатак одао је признање 31. јануара 1935. година да ће "врло мало читалаца погодити ко је убица пре него што Херкул Поаро открије тајну", али се жалио да побуда убице "повређује иначе веома добру причу".
Ајзак Андерсон је у чланку за часопис Њујоршки преглед књиге 7. октобра 1934. године рекао да је побуда била "најнеобичнија, ако не и потпуно јединствена у аналима злочина. Пошто је ово роман Агате Кристи у ком је Херкул Поаро главни лик, онда је сасвим непотребно рећи да је роман необично добар за читање".
На питање за часопис Посматрач 6. јануара 1935. године, Торквејмада (Едвард Повис Метерс) је рекао: "Њен поклон је генијалан јер вуче читаоца за нос цик-цак до врта и пада у вођство само када жели да одјури на убиство. Роман Трагедија у три чина није међу најбољим детективским причама ове списатељице, али може се рећи да јој је на другом месту довољна похвала. Техника обмане је, као и обично, одлична, али када све изађе на видело, неке од мањих нити злочина нису баш убедљиве. Госпођа Кристи се, поред свог посебног дара, стално усавршавала и сазревала као списатељица, од чудне стилске афере до овог очаравајућег и префињеног дела прозе".
Милвард Канади је своју рецензију за часопис Чувар 29. јануара 1935. године отровио речима: "Година је отворена најзадовољавајуће. Роман Трагедија у три чина госпође Кристи је на свом најбољем нивоу." Он је сабрао поставку радње, али је затим додао: "Слаба (али можда неизбежна тачка) је нестанак слуге. Читаоцу је, што ће рећи, дат прилично широк наговештај, али механика приче је генијална и веродостојна, ликови (као и увек код госпође Кристи) су животни и живахни. Поаро не излази често на позорницу, али када и излази у одличној је кондицији".
Роберт Барнард је много касније изнео опаску да је "ова стратегија варке она која је до дана данашњег требало да буде позната читаоцима Кристијеве. Омо можда није један од најбољих примера варке јер је неколико ликова сем убице добро упојединачено Друштвена мешавина је овде уметничкија и префињенија него што је уобичајено код Кристијеве".

## Помињање у другим делима
- Пуковник Џонсон поменуо је догађаје из овог романа у 3. делу V одељка романа Божић Херкула Поароа.
- Поаро се позивао на догађаје из овог романа у роману Убиства по абецеди (1936.) када су се он и Артур Хејстингс поново удружили пошто се нису видели неколико година. Поаро је причао Хејстингсу о својим искуствима од пензионисања. Он је испричао да га је скоро "истребио" убица који "није био толико предузимљив колико немаран".[9]

## Помињање других дела
- У 5. поглављу трећег чина Поаро говори да је једном имао неуспех у својој професионалној каријери који се догодио у Белгији, наговештавајући случај из приче Бомбоњера. У 1. поглављу другог чина Поаро даје наговештај о случају из романа Тајанствени догађај у Стајлсу.
- На крају 3. поглавља другог чина Сатервејт говори сер Чарлсу Картврајту да му није први пут да истражује злочина. Управо је почео да прича о догађајима из приче Код "Билса и Мотлија", али га је сер Чарлс прекинуо и почео да прича своју причу.
- У 1. поглављу другог чина сер Чарлс Картврајт говори о резервисању одељка у „Плавом возу“ како би путовао из Француске у Енглеску. ово је део наслова још једног романа о Поароовим загонеткама Загонетка Плавог воза објављеног 1928. године.

## Прилагођавања

### Филм
Године 1986. роман је екранизован у филм под називом Убиство у три чина, а у главним улогама нашли су се Питер Јустинов и Тони Кертис док је место радње промењено у Акапулко. Лик Сатервејта заменио је Хејстингс, а Чарлс Картрајт је америчка филмска звезда.

### Телевизија
Роман је екранизован као 2. епизода 12. сезоне серије Поаро 2010. године са Дејвидом Сачетом у насловној улози, а у епизоди су се појавили и Мартин Шо као сер Чарлс Картврајт, Арт Малик као др. Бартоломеју Стренџ, Кимберли Никсон као Ег Литон Гор и Том Висдом као Оливер Мендерс. Епизоду је режирала Ешли Пирс која је раније режирала епизоде "Састанак са смрћу" и "Смрт госпође Мекгинти". Из екранизације је избачен лик господина Сатервејта и измењен низ појединости, али је екранизација изузетно верна радњи романа.
Роман је такође екранизован као епизoда француске телевизијске серије Мала убиства Агате Кристи 2018. године.

### Радио
Радио драма је направљен за ББЦ Радио 4 у 2002. године и у њој се појављују Џон Мофат као Поаро, Мајкл Кохрејн као сер Чарлс, Џорџ Кол као Сатервејт, Бет Калмерс као Хермион Литон Горе (Ег) и Клајв Мерисон као сер Бартоломеју.
Драма је емитована у пет недељних епизода на ББЦ Радију 4 и била је претежно верна роману и имала је само веома суптилне измене. Сер Чарлс је отпутовао на југ Француске како би побегао од Ег јер је на почетку веровао да је заљубљена у Оливера Мендерса након пољупца на растнаку њих двоје. На крају приче, када је Поаро открио побуду и доказ прве супруге, сер Чарлс је изјурио из просторије како би "изабрао излаз". Подразумева се да је изабрао бржу могућност самоубиства. Потресену и осећајну Ег Мендерс тада одводи кући и оставља Поароа и Сатервејта да размишљају да ли су они могли бити жртве отрованог коктела на забави сер Чарлса.